# Masdevallia hartman-filii
Masdevallia hartman-filii là một loài thực vật có hoa trong họ Lan. Loài này được Luer, Hirtz & V.N.M.Rao mô tả khoa học đầu tiên năm 2005.